# Convertidor flyback

Fig 1: Diagrama del convertidor flyback.

El  convertidor flyback  o convertidor de retorn és un convertidor DC a DC amb aïllament galvànic entre entrada i sortida. Té la mateixa estructura que un convertidor Buck-Boost amb dues bobines acoblades en lloc d'una única bobina; erròniament, se sol parlar d'un transformador com a element d'aïllament però, en realitat no és així, ja que un transformador no emmagatzema més que una mínima part de l'energia que maneja mentre que l'element inductiu del flyback emmagatzema tota l'energia en el nucli magnètic.
Aquesta és la raó per la qual el dispositiu inductiu d'aquest tipus de convertidors és molt més voluminós per a una mateixa freqüència de commutació que el d'altres convertidors amb aïllament que sí usen transformador de veritat com els push-pull i els ponts. Per aquest motiu, aquest convertidor només s'usa en aplicacions de baixa potència. Un altre problema freqüent és l'efecte negatiu de la inductància de dispersió que causa sobretensions importants en l'interruptor controlat amb el qual el seu ús queda limitat a aplicacions de baixa tensió d'entrada, llevat que es facin servir xarxes d'amortiment.

## Funcionament

Fig 2: Els dos estats d'un flyback. (A) L'energia es transfereix de la font al nucli mitjançant el debanament primari i del condensador a la càrrega. (B) l'energia es transfereix del nucli magnètic al condensador ia la càrrega mitjançant el debanament secundari i el díode.

El diagrama del convertidor flyback es mostra a la figura 1. Com s'ha esmentat abans, és equivalent a un convertidor buck-boost amb dues bobines acoblades en lloc d'una. Per tant, el principi de funcionament de tots dos és similar:
- Quan l'interruptor està activat (diagrama superior de la figura 2), la bobina primària està connectada directament a la font d'alimentació. Això provoca un increment del flux magnètic en el nucli. La tensió en el secundari és negativa, de manera que el díode està en inversa (bloquejat). El condensador de sortida és l'únic que proporciona energia a la càrrega.
- Quan l'interruptor està obert (diagrama inferior de la figura 2) l'energia emmagatzemada en el nucli magnètic es fa arribar a la càrrega i el condensador de sortida.

## Modes
La topologia flyback permet diferents modes de funcionament :
- CCM (continuous conduction mode) quan el corrent a través del primari del transformador no cau mai a zero (s'aconsegueixen condensadors de sortida més petits però majors pèrdues als semiconductors).
- DCM (discontinuous conduction mode) quan el corrent a través del primari del transformador cau a zero en cada cicle (s'aconsegueixen transformadors més petits però majors pèrdues al transformador).
- QR (quasi-resonant) on la frequència del cicle de treball depèn de la potència de sortida. Es produeix una modulació de freqüència i l'objectiu final és una millor eficiència energètica (menors pèrdues).

## Limitacions
- La transferència d'energia requereix un nucli més gran que altres convertidors ja que no es tracta d'un transformador sinó de bobines acoblades.
- Comparat amb altres topologies, l'interruptor controlat ha de suportar tensions més elevades.

## Aplicacions
- Fonts d'alimentació commutades de baixa potència com carregadors de bateries de telèfons mòbils, fonts d'alimentació de PC, etc
- Generació de grans tensions per tubs de raigs catòdics en televisions i monitors ...
- Sistemes d'ignició en motors de combustió interna.